# Legion Wschodni

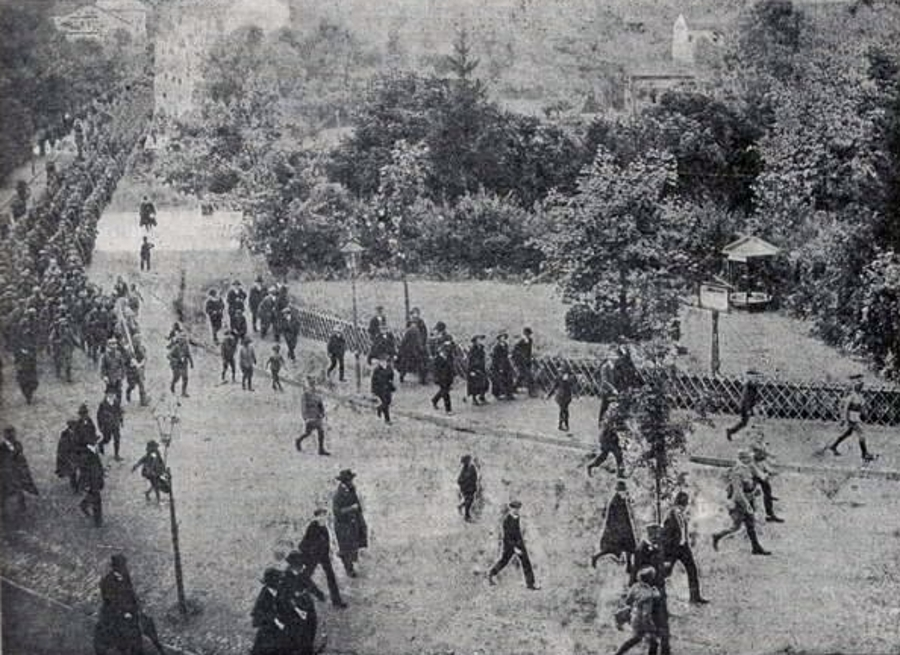
Wymarsz Legionu Śląskiego z Cieszyna do Mszany Dolnej 21 września 1914

Legion Wschodni (II Legion Polski) – polska formacja wojskowa utworzona we Lwowie w początkach sierpnia 1914 pod auspicjami Naczelnego Komitetu Narodowego.

## Historia
Legion Wschodni zaczęto organizować we Lwowie na podstawie rozkazu Cesarskiej i Królewskiej Naczelnej Komendy Armii z dnia 27 sierpnia 1914. Zgodnie z tym rozkazem legion składać się miał z dwóch pułków piechoty (każdy po dwa bataliony po 1000 ochotników) i z dwóch lub trzech szwadronów kawalerii (po 150 ludzi w każdym). Stanowisko komendanta legionu powierzono generałowi majorowi Adamowi Pietraszkiewiczowi, szefa sztabu kapitanowi Dionizemu Jasienickiemu.
W skład legionu powołani zostali, na zasadzie ochotniczego zaciągu, członkowie Sokolich Drużyn Polowych, Drużyn Bartoszowych i Polskich Drużyn Strzeleckich okręgu lwowskiego. Do legionu wcielono również ochotników ze Śląska Cieszyńskiego – Legion Śląski .
W trakcie formowania jednostki Legion Wschodni stacjonował w Zakładzie Naukowym Żeńskim z prawem publiczności Zofii Strzałkowskiej we Lwowie, gdzie poświęcono i przekazano legionistom uszyty przez uczennice sztandar.
Wobec postępów armii rosyjskiej w Galicji Wschodniej 29 sierpnia, a więc już w dwa dni po rozkazie księcia Fryderyka z 27 sierpnia tego roku, rozpoczęto ewakuację legionu ze Lwowa na zachód. Prace polityczne i wojskowe były sabotowane przez pro-rosyjsko nastawionych endeków. I pomimo wzrastającej liczba ochotników (która wyniosła 6,2 tysiąca), po dotarciu do Mszany Dolnej - przez Lubień Wielki, Rudki, Sambor, Chyrów, Sanok i Jasło (10–18 września), większość żołnierzy pod wpływem tej agitacji, rozeszła się do domów. Organizatorem ewakuacji był hrabia Aleksander Skarbek, który w dniu 6 września w Sanoku sprzeciwił się objęciu dowództwa nad legionem przez kapitana Jasienickiego. Przez dwa tygodnie Legion Wschodni stacjonował w Sanoku, gdzie opiekę nad nim roztoczył prezes sanockiego gniazda Polskiego Towarzystwa Gimnastycznego „Sokół” Adam Pytel, a wsparcia udzielała ludność miasta. Legion Wschodni został przyjęty w miejscowej fabryce maszyn i wagonów przez Ludwika Eydziatowicza i Juliusza Brunę (dyrektora i urzędnika tejże).
Ponieważ generał Adam Pietraszkiewicz, wyznaczony na stanowisko komendanta legionu, nie objął swojej funkcji, a podpułkownik Piotr Fiałkowski, pełniący obowiązki komendanta, w dniu 14 września złożył dymisję, dowództwo objął kapitan Józef Haller. Kapelanem legionu był ojciec Damian Węgiel, kapucyn z klasztoru w Kutkorzu. 4 września w Chyrowie legioniści defilowali przed arcyksięciem Franciszkiem Leopoldem Salwatorem. 19 września legion przybył do Mszany Dolnej. Tam też stawił się podpułkownik Homiński, wyznaczony na nowego komendanta legionu.
21 września 1914 podjęto decyzję o rozwiązaniu legionu w domu Józefa Ptasia w Mszanie Dolnej. Pozostali żołnierze Legionu Wschodniego, z Józefem Hallerem na czele sformowali Drugą, tzw. "Żelazną Brygadę". Gotowość złożenia przysięgi zadeklarowało około 800 legionistów skupionych wokół kapitanów Józefa Hallera i Jana Kozickiego. Legioniści gotowi złożyć przysięgę oraz ochotnicy ze Śląska Cieszyńskiego (około 370) i Podhala (około 500) utworzyli 3 Pułk Piechoty Legionów Polskich. Dowództwo pułku objął podpułkownik Homiński, a dowódcami batalionów zostali: I – kapitan Haller, II – Paweł Kittay, III – Stanisław Colona-Walewski, IV – kapitan Kozicki. 26 września w Mszanie Dolnej pułk złożył przysięgę, którą odebrał nowy komendant Legionów, generał Karol Durski-Trzaska.